# دریاچه لاباز
دریاچه لاباز (انگلیسی: Lake Labaz) یک دریاچه در سرزمین کراسنویارسک کشور روسیه است.